# Berend Botje ging uit varen

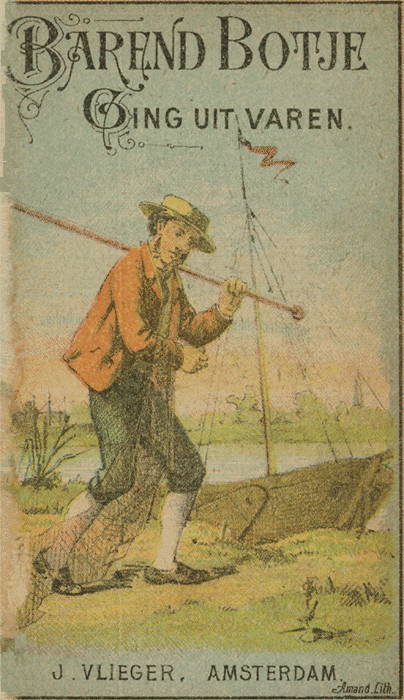
Berend (Barend) Botje op de omslag van een liedboekje, 1887

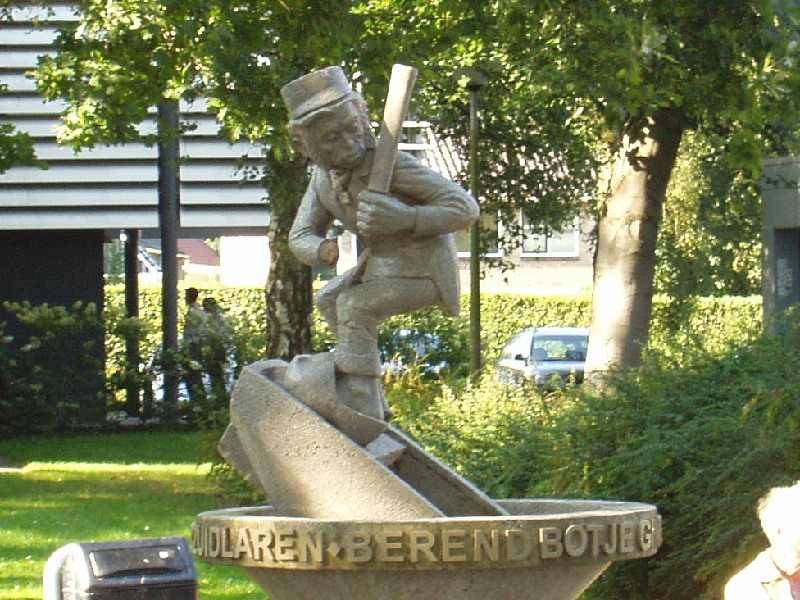
Het beeld van Berend Botje in Zuidlaren

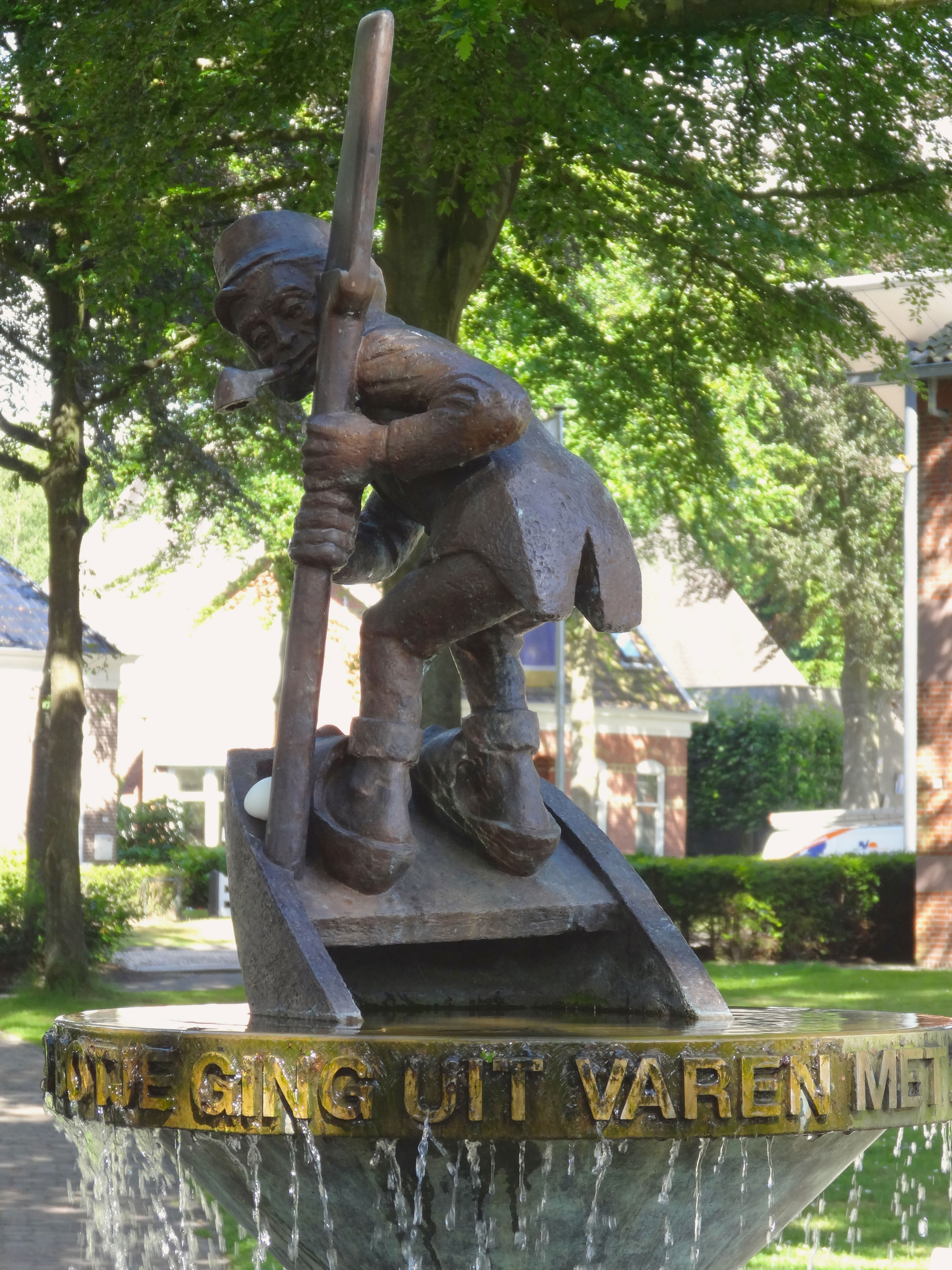
De bronzen replica als vervanging van het oude beeld aan de Stationsweg

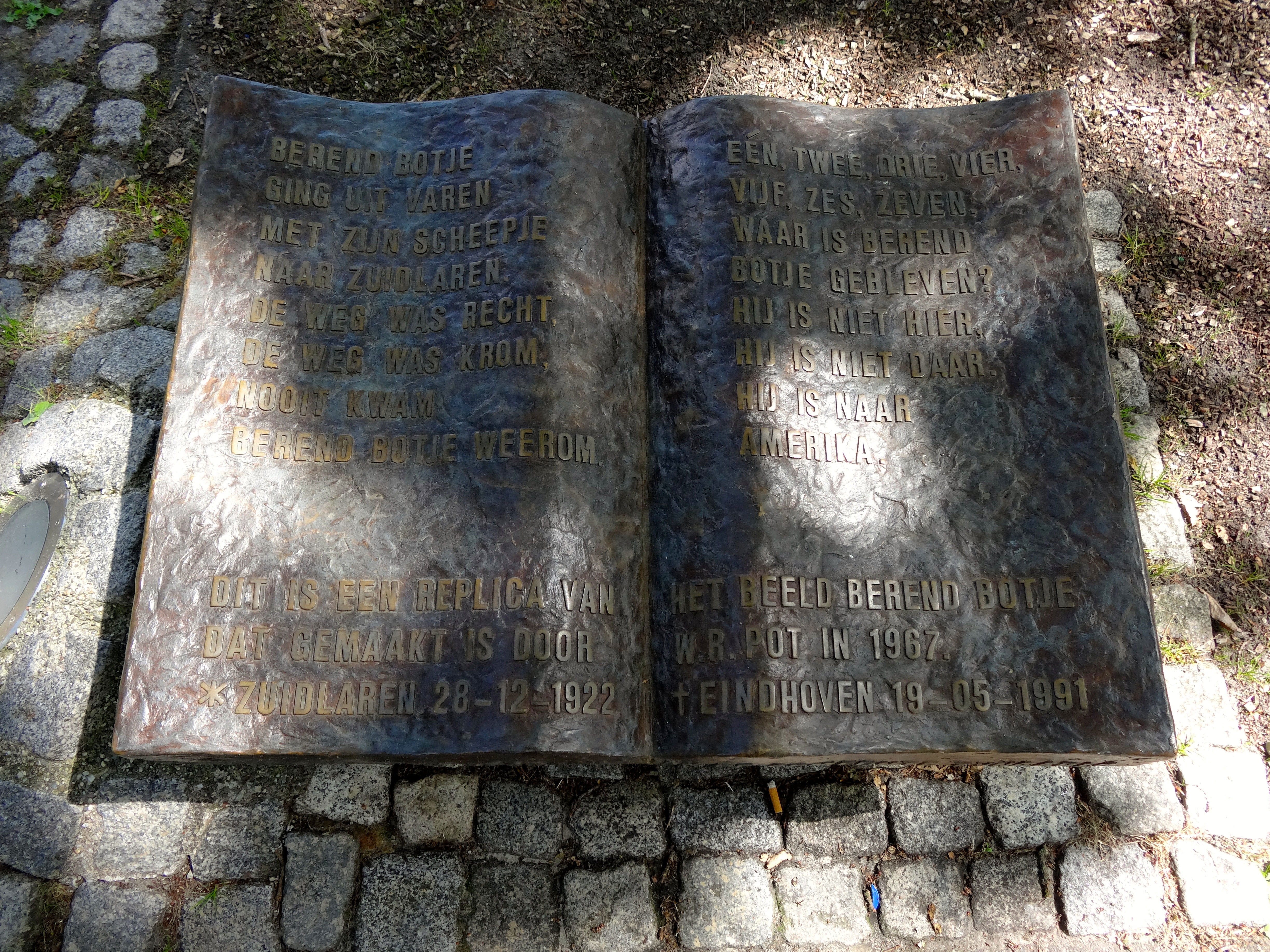
Opengeslagen boek met de tekst van het liedje, geplaatst bij het beeld aan de Stationsweg

Berend Botje ging uit varen is een bekend negentiende-eeuws kinderliedje. Het liedje bestaat uit twee of drie coupletten en een latere toevoeging, die aanvankelijk als afzonderlijke liedjes of versjes hebben gecirculeerd. Oorspronkelijk was het vermoedelijk een opvoedkundig gedicht dat waarschuwde tegen leegloperij. De huidige versie is in de laatste decennia van de twintigste eeuw tot stand gekomen, wellicht onder invloed van een grammofoonplaat met kinderliedjes, dan wel een radio- of televisie-uitzending.
Het figuur, Berend Botje, wordt soms gekoppeld aan het levensverhaal van de Russische viceadmiraal Lodewijk van Heiden (1773-1850). De identificatie van Berend Botje met historische personages is echter nauwelijks met de geschiedenis van het liedje zelf te rijmen.

## Oudste vindplaatsen

### Oost-Friesland
Het eerste couplet van het liedje komt voor in een boek over de folklore van Oost-Friesland uit 1868. Het liedje geldt hier als een scheldrijm, waarbij iemand die in de ogen van de zanger niet deugde, belachelijk werd gemaakt. Met een Butje wordt sinds het begin van de negentiende eeuw in het Nedersaksisch, met name in Hamburg en Bremen, een 'onbehouwen persoon' of 'botterik' aangeduid. Bij kinderen wordt het woord vergoelijkend voor een 'wildebras' gebruikt. Het woord is mogelijk in het Gronings overgenomen als butje 'gek, onbenul, halve gare; slome jongen'. Hiermee werden de leerlingen van de LOM-school in de Butjesstraat, gesticht in 1914, aangeduid.
Kennelijk werd het lied gebruikt om onzekere jongemannen zonder doorzettingsvermogen aan te duiden, die op zoek naar hun levensbestemming twaalf ambachten verkenden en dertien ongelukken maakten. "Met het rijmpje wordt een jonge gelukzoeker (ein Peter in der Fremde) gekarakteriseerd, die omkeert zodra hij radeloos bij een wegsplitsing staat", stelt de auteur Hermann Meier. De tekst luidt:
Berend Buttje dee wul fahren
Mit sien schipke over de Baren,
De Weg was krumm,
Do ging Berend Buttje weer um.
Het liedje past in de traditie van het bekende sprookje Der dumme Hans, die op zoek naar zijn levensgeluk de ene domme streek na de andere uithaalt. Hierop was een populair gedicht van de kinderboekenschrijver Rudolf Löwenstein (1819-1891), met tekeningen van Robert Kretschmer (1846) gebaseerd. Het moralistische gedicht, dat veelvuldig werd herdrukt, gaat over een luie leerjongen die op gezellenreis gaat. Ook het bekende dialectgedicht Peter in der Fremde uit 1805, geschreven door Konrad Grübel uit Neurenberg behandelt deze problematiek. Hetzelfde geldt voor Hänschen klein van Franz Wiedemann (1860). Het thema gaat terug op een spreekwoord van Maarten Luther: Was Hänschchen nicht lernt, lernt Hans nimmermehr ('Wat kleine Hans niet leert, zal grote Hans nooit meer leren').

### Nederland
De oudste bekende Nederlandse variant is afgedrukt in het liedboekje Volksdeuntjes uit de oude doos uit 1871, uitgegeven door Dirk Noothoven van Goor (1827-1895) te Leiden. De beginzin luidt hier: "Berend Botjen ging uit varen, met zijn scheepjen naar Zuidlaren". De bijbehorende afbeelding toont een jongeman die op reis gaat met een strooien zeemanshoed, roeiboot, visnet en bootshaak. Deze afbeelding strookt met de Duitse interpretatie. Maar in tegenstelling daarmee stelt het liedje nu dat Berend Botje "nooit weerom" keert. Deze slotzin is wellicht ontleend aan het oudere volksliedje 'Malbrough s'en va-t-en guerre', dat in de Nederlandse versie eindigt met "en hij kwam nooit weerom".
De bekende kinderboekenuitgever Jan Vlieger (1844-1908) te Amsterdam nam in 1880 een deel van Van Goors fonds over. Hij publiceerde in 1887 een bundel met bakerrijmen en sprookjes onder de titel Barend Botje ging uit varen, waarbij de schippersgezel met zijn scheepje op de omslag prijkt. De keuze voor deze titel geeft aan dat het liedje toen al algemeen bekend was. Een eerdere versie van de afbeelding bij het versje verscheen in het boekje Jaapje, sta stil uit 1882. De verschillende liedboekjes werden in grote oplagen verspreid; Vlieger beweerde in 1882 dat hij 100.000 exemplaren had laten drukken. Andere kinderboekenuitgevers als Jan de Haan in Haarlem namen het versje over en tekenden het prentje na. De kinderboekenschrijfster Tine van Berken (1870-1899) citeert het liedje in 1894 als "een oud rijmpje, dat ik als kind geleerd had" met als openingszinnen "Berend Botje ging uit varen, met zijn schuitje naar Zuidlaren".
Latere edities van kinderboeken beelden Berend Botje doorgaans uit als een schipper, varend in zijn boot.

### Groningen en Drenthe
Tegelijkertijd waren ook oudere varianten van het liedje in omloop die eerder bij het Oost-Friese voorbeeld aansloten. Pieter Jelles Troelstra publiceerde in 1917 een Groningse dialectvariant, die hij zich uit zijn jongenstijd in 1877 herinnerde: het liedje werd gezongen door een Groningse stationschef en oud-zeeman om de reizigers op een Amsterdamse pleziertrein te vermaken. Berend Boddien keert hierin nog behouden naar huis terug. De Groningse dialectschrijfster Titia de Haas-Okken (1853-1928) publiceerde in 1911 een andere variant die kennelijk terugging op haar jeugdjaren in Appingedam. De Drentse taalkundige Jan Bergsma geeft in Nieuwe Drentse Volksalmanak uit 1901 een variant die in Drenthe en Groningen als liedje bij het touwtjespringen bekend was. In Groningen was het tevens bekend als knieliedje. Volgens de Groninger onderwijzer Jacob Tilbusscher was het bovendien een plaagversje, dat gebruikt werd om jongens met de voornaam Berend te belagen. Deze naam was vooral gebruikelijk bij nakomelingen van hannekemaaiers en Westfaalse immigranten. De volkskundige Tjaard W. de Haan hoorde het versje in 1944 zingen in Zuidlaren, waar schoolmeisjes meenden dat het over patiënten van het psychiatrische ziekenhuis 'Dennenoord' ging. Als een van de meisjes aan de ander duidelijk wilde maken dat ze niet goed bij haar hoofd was, werd Berend Botje gezongen. Pas in de bundel Oude en nieuwe Groninger liederen uit 1930 werd de tekst gestandaardiseerd, voorzien van muziek en op één lijn gebracht met de Nederlandstalige versie.
Het eerste couplet is ten minste acht keer te vinden in de Handschriftencollectie van G.J. Boekenoogen (verzameld in de periode 1891-1930). Opvallend zijn de verbasteringen die hij noteerde, met name Berend Bokkies (Havelte) en Bering Botje (Amsterdam). Een nieuwere vorm is Bere(n) Botje, voor het eerst gedocumenteerd in 1967.

### Tweede couplet
Het tweede couplet over vertrek naar Amerika is afgeleid van een aftelversje of dansliedje Jan met de meid, oorspronkelijk met een andere melodie, waarbij in plaats van Jan telkens een andere naam werd ingevuld: "Een, twee drie vier vijf zes zeven / Waar is Jan met de meid gebleven?" In Friesland werd op deze wijs de polka gedanst; de tekstvariant waarbij de hoofdpersoon "niet hier en daar" en dus "naar Amerika" is gegaan, is hier al in 1889 gedocumenteerd. Er zijn daarnaast versies van Terschelling en uit West-Friesland bekend, waar deze traditionele dans ook wel Slaapmuts of Zevenpas werd genoemd. In Twente werd het danslied op de melodie van 'Berend Botje' gezongen. Er bestaat bovendien een vrijwel gelijkluidend Duitstalig aftelrijmpje en dansliedje, ten minste bekend in Noord-Duitsland sinds 1867. Dit rijmpje stond weer model voor een populair liedje van Rudi Godden (met een andere melodie) uit 1939. Het aftelrijmpje keert ook terug in het bovengenoemde gedicht van Franz Wiedemann.
Beide liedjes zijn vermoedelijk pas in de jaren zestig samengevoegd tot een nieuw lied van twee coupletten. De eerste vermelding betreft een stropop, die in de oudejaarsnacht van 1965 werd opgehangen in Zuidlaren als waarschuwing dat het beoogde standbeeld van Berend Botje nog niet was gerealiseerd. Het bijbehorende opschrift stelde: "1, 2, 3, 4, 5, 6, zeven, waar is Berend Botje gebleven?".
De volkskundige Dirk Jan van der Ven publiceerde in 1971 het tweede couplet en wees op de parallellen met 'Jan met de meid'. Hij stelde vast dat 'Berend Botje' op deze manier wordt voorgesteld als een beschonken pantoffelheld, vergelijkbaar met Jan Pierewiet, die aan het publiek als negatief voorbeeld wordt voorgehouden. Midden jaren zeventig was het tweede couplet gangbaar geworden en werd het aanbevolen voor het ontwikkelen van het getalbegrip bij kleuters. Vervolgens verscheen het ook in liedboeken.

### Derde couplet en slotrefrein
Het kortere slotrefrein heeft een afwijkende melodie en is eveneens een recente toevoeging, voor het eerst gedocumenteerd in de Utrechtse wijk Lombok in 1999, gepubliceerd in 2000 en sinds 2001 veelvuldig op het internet te vinden. Als afzonderlijk vers komt het al voor in liedboekjes uit 1948 en 1963, maar het is waarschijnlijk net als de andere coupletten ontleend aan negentiende-eeuwse dansliedjes. Het rijmpje werd vooral bekend door de jolige zomerhit 'Tonia' van Paul Roda uit 1952. Er is bovendien een Deense tekstvariant.
Het slotrefrein wordt soms voorafgegaan door een langer derde couplet, opnieuw met afwijkende melodie en gedocumenteerd in 1999 in Lombok. Een buurtgenote stelde achteraf "dat ze het daar al tientallen jaren zo zingen". Een parodieversie werd in 1996 opgenomen door het Groningse Trio Kloosterboer; tekstschrijver Jan Veldman herinnerde zich het couplet uit zijn jeugd in Zandeweer (1971).
Een vierde couplet, vermeld sinds 2003, is een bewerking van het negentiende-eeuwse liedje 'Douw douw deine'.

### Ouderdom
De oudste vindplaatsen gaan terug tot omstreeks 1870. Het liedje kan echter ouder zijn en in de mondelinge overlevering langere tijd zijn doorgegeven, voordat het voor het eerst werd opgetekend. Sinds het midden van de negentiende eeuw werden onder invloed van de Romantiek veel volksliedjes verzameld en uitgegeven.
Het eerste couplet, waarin Berend Botje verdwaalt op de terugweg uit Zuidlaren, zou te maken kunnen hebben met de groeiende populariteit van de Zuidlaardermarkt in de negentiende eeuw, waar boerenknechten en boerenzoons uit de wijde omtrek hun laatste spaargeld verbrasten en dronken naar huis gingen.
Het tweede couplet - althans de voorlopers daarvan - werd populair rond 1900, toen grote aantallen jonge mensen uit de Groningen, Friesland en Drenthe emigreerden naar de Verenigde Staten. Op markten als de Zuidlaardermarkt waren dikwijls reisagenten actief, die propaganda voor vertrek naar Amerika maakten. Gert Blik vertelt over zijn eigen familie uit Drenthe, waarvan een deel eveneens vertrok: "Het was een beetje een spotliedje op al die gekken die zo nodig naar Amerika moesten. Het was voor de achterblijvers natuurlijk een bedreigende situatie. Er gingen zoveel de plas over dat soms een flink deel van de jonge mensen uit een dorp vertrok". Het verband tussen beide coupletten is echter naar alle waarschijnlijkheid pas achteraf gelegd.
De negatieve connotatie bij de naam Berend Botje wordt ook bevestigd door het gedichtje 'Barend Botje', dat in 1925 in het Rotterdamsch Nieuwsblad en de Delftsche Courant verscheen:
Barend Botje hield van slapen,
Hield van geeuwen en van gapen.
Barend hield van lekker smullen,
Kon met smaak zijn maagje vullen.
Barend Botje hield van spelen,
Maar het ging hem gauw vervelen.
Telkens vroeg hij nieuwe dingen. [...]
Barend Botje liet zich graag verrassen,
Maar... vergat goed op te passen.
Barend Botje, zul je merken,
Hield van véél, maar... niet van werken!
Barend Botje is bekend
Als een kleine luie vent!

## Tekst
Volksliedjes kennen, door hun mondelijke overlevering, vaak vele (regionale en/of tijdgebonden) varianten in zowel tekst als melodie. De huidige tekst van het liedje gaat gewoonlijk als volgt.
Berend Botje ging uit varen
met zijn scheepje naar Zuidlaren
de weg was recht, de weg was krom
nooit kwam Berend Botje weerom.
Een, twee, drie, vier, vijf, zes, zeven
waar is Berend Botje gebleven?
Hij is niet hier, hij is niet daar
hij is naar Amerika.
Amerika, Amerika,
driemaal in de rondte van je hopsasa.
Amerika, Amerika,
driemaal in de rondte van je hopsasa.

### Varianten
Groningen (stad) (1877, 1917)
Berend Boddien, dei ging voaren,
Mit zien scheepien noar Zuudloaren,
De weg was liek, de weg was krom,
Doar kwam Berend Boddien weerom.
Borkum, Oost-Friesland (1895)
Berend Butje, de wul faren
Mit sien Schipke na Polaren.
De Weg was krum,
Do ging Berend Butje weer um.
Borkum, Oost-Friesland (1899)
Berend Butje was to dum,
Do mus he mit sien Schipke weer um.
Oldehove (Groningen) (ca. 1911, 1981)
Berend Botje ging uut voaren,
Mit zien schipke noar Zuudloaren,
De weg was recht, de weg was krom,
Dou mos Berend Botje weerom.
Assen, Veeningen en (met afwijkende spelling) Winschoten, zo ook elders in Drenthe en Groningen (1901):
Berend Botje wol uut vaoren,
Met zijn scheepje naor Zuedlaoren;
Moar o wee de weg was krom,
Nooit kwam Berend Botje weerom.
Appingedam (1911)
Berend Botje dei wol voaren,
Mit zien schipke noar Zuudloaren,
De weg was liek, de weg was krom,
Nooit komt Berend Botje weerom.
Hogeland (1913)
Berend Bootje ging aan 't voaren,
Mit zien bootje noar Zuudloaren,
De weg was recht, de weg was krom,
Nooit kwam Berend Bootje weerom.
Groningen (1930, gestandaardiseerd):
Berend Botje gong oet voaren,
Mit zien scheepie noar Zuudloaren,
De weg was recht, de weg was krom,
Nooit kwam Berend Botje weerom.
Zaanstreek (1932):
Berend Botje ging oit vare,
Mit z'n skoitje nè Zoid-Lare.
Lombok (Utrecht) (1999, derde couplet en slot)
Wat doet-ie in Amerika?
Hij speelt op zijn harmonica
Hij speelt van dit, hij speelt van dat,
Ja, hij speelt van alles wat.
Amerika, Amerika,
Driemaal in de rondte van je hopsasa. (2x)
Groningen (1996, cabarettekst):
Berend Botje ging uit varen [...]
Eén, twee, drie, waar is Berend Botje gebleven?
Hij is niet hier, hij is niet daar
Hij is naar Zuid-Amerika. [...]
Amerika, Amerika, Amerika, Amerika
Wat doet hij daar in Amerika?
Hij speelt op zijn harmonica,
Hij speelt van dit, hij speelt van dat,
Hij speelt gewoon van alles wat.
Groningen (vierde couplet, 2003)
Berend Botje, die rare snater,
Viel van het bruggetje in het water
Haartjes nat, voetjes nat,
Zo kwam Berend Botje naar de stad.
Kletsnat!
Er bestaan ook versies in het Papiaments.
Aruba
Berend Botje a bay biaha
cu su boto pa Corsou,
hopi ola grandi a bini,
boltr’e boto boc’abou

Berend Botj’a cunsa grita:
”Boso bin yuda mi aki,
mi bo por landra mi ta hoga.
Bir’e boto boc’ariba!”
Curaçao
Berend Botje a bai keiru,
den su boto na Boneiru.
Laman ta brutu, kaminda ta leu,
nunka mas ela bolbe bèk.

1,2,3,4,5,6,7 unda Berend Botje ta?
E no t’aki, e no t’ayá.
El a bai Amerika. 

## Melodie
De melodie gaat waarschijnlijk terug op polka's die sinds ongeveer 1840 in Duitsland populair waren. Hij is volgens sommige berichten geschreven door Hendrika van Tussenbroek (1854-1934); mogelijk heeft zij de tekst aan een bestaande melodie gekoppeld. In 1954 werd een versie met afwijkende melodie en een afwijkend ritme gedocumenteerd die misschien met oudere voorbeelden verband houdt. Ook het derde couplet en de slotregels hebben een andere melodie.

## Historische personen

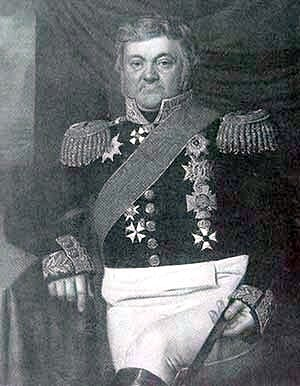
Lodewijk van Heiden, portret van na 1832

Er doen verschillende verhalen de ronde over de persoon naar wie de Berend Botje uit het liedje zou kunnen verwijzen. "Geen enkel liedje is op zo veel manieren uitgelegd", schrijft de kenner Anne de Vries in zijn boekje over Nederlandse kinderrijmen. Hij wijst erop dat de meeste verklaringen niet met de tekst te rijmen zijn. De melodie van het liedje is bovendien negentiende-eeuws.
- De oudste verklaring werd in 1901 gegeven door de Drentse taalkundige Jan Bergsma in de Nieuwe Drentse Volksalmanak: het zou gaan om een zekere Botje uit Oudeschans die omstreeks 1811, om de verplichte dienstplicht van Napoleon te ontlopen, naar zee ging en niet terugkeerde. De naam zou verwijzen naar een "botvisser" (Oost-Fries: Buttjer), die zich met zijn slikslee over het wad van de Dollard voortbewoog.[20] De keuze van de voornaam Berend zou een alliteratie zijn. De achternaam Botje kwam overigens al in 1731 in Finsterwolde voor.[56]
- Berend Botje zou een boertje uit Borger zijn geweest, die lang geleden met zijn scheepje over de slingerende Hunze naar Zuidlaren voer. Hij kwam op de Zuidlaardermarkt terecht, waar hij een blauwtje liep; hij keek vervolgens te diep in het glaasje, leed op de terugweg schipbreuk en verdronk. Deze verklaring werd overgenomen door het gemeentebestuur van Zuidlaren, dat opdracht gaf om een beeldje van Berend Botje te maken dat op 1 juli 1967 werd onthuld.[28][57] De naam van de hoofdpersoon is volgens deze uitleg misschien ontleend aan de komisch aandoende achternaam Botje, die vooral in de stad Groningen voorkwam (onder andere bij de scheepsbouwers Botje, Ensing & Co.).[58]
- Het zou gaan om Bommen Berend, de bijnaam van de bisschop van Münster, die in 1672 de stad Groningen met bommen bestookte.[22][59]
- Berend Botje zou een vlotvaarder uit de stad Groningen zijn geweest, die met hout uit de stad Groningen kwam varen om een houtzaagmolen in Zuidlaren te bevoorraden.[22] In een recente variant, verspreid door het Tourist Info Punt Zuidlaren, wordt gesteld dat het om de houtzaagmolenaar en beurtschipper Berend van Bon (1792-1874) uit Zuidlaren zou gaan. Van Bon zou wegens zijn giften aan de armen ("het laatste botje") de bijnaam Botje hebben gekregen en zijn zoon zou naar Amerika zijn geëmigreerd.[60]
- Jan Berns en Ineke Stroucken beweerden in 1993 dat het zou gaan om Berend Berends Drenth (1808-1893) (met als veronderstelde bijnaam Berend Botje), een rijke katholieke reder en scheepsbouwer uit Oude Pekela die midden negentiende eeuw zijn wrakke schepen de Oostzee opstuurde om later, zodra de schepen waren vergaan, het verzekeringsgeld op te strijken. Niet deze Berend Drenth, maar de bemanning kwam nooit weerom. De bijnaam Botje zou naar de kleine geldstukken verwijzen, die Drenth hiermee verdiende (vlg. "botje bij botje leggen").[61] Het verhaal is gebaseerd op een familieoverlevering, die in 1965 door een anonieme achterkleinzoon uit Joure naar buiten werd gebracht.[62] Ook de genealoog Jan Willem Sandker, die van Drenth afstamt, stelt dat deze de bijnaam Berend Bonkje had.[63]
- Willem Foorthuis veronderstelde in 1991 op ironische toon dat het om Drenthe's "bekendste zeeheld" oftewel "de Drentse Odysseus" zou gaan: Lodewijk van Heiden (1773-1850), telg uit de familie Van Heiden Reinestein, die de havezate Laarwoud te Zuidlaren bewoonde, is de enige Nederlandse zeeheld afkomstig uit Drenthe. Hij bracht lange tijd door in dienst van de Russische tsaar. In 1832 keerde hij als held in Zuidlaren terug, waar hij rondvoer in een stoomboot die koning Willem I ter beschikking had gesteld. Maar hij kon in Zuidlaren niet aarden, ging terug naar Reval, Estland en kwam nooit weer terug in zijn geboorteplaats. Foorthuis bediende daarmee enkele vooraanstaande inwoners van Drenthe op hun wenken, die het niet eens waren met "annexatie" van Berend Botje door "welbekende Groninger kopstukken".[64] De bijnaam Botje zou volgens hem een verkorting van Bootje zijn.[31]
- Volgens een oud-inwoonster van Zuidlaren zou Berend Bootje de bijnaam zijn geweest van een inwoner van dit dorp ("een akelige brompot") die rond 1900 dagelijks met een platte open schuit langs de boerderijen ging om melk op te halen.[65]

## Beeldende kunst

### Standbeeld te Zuidlaren
Een beeld met fontein van Berend Botje staat aan de Stationsweg in het Drentse dorp Zuidlaren. Berend Botje wordt uitgebeeld als een boertje op klompen met lange bakkebaarden en opgerolde broekspijpen, die op het punt staat met zijn bootje onder te gaan. De Stichting Recreatiebelangen Zuidlaren vatte in 1964 het plan op om een kunstwerk, voorstellende Berend Botje te realiseren. De eerste tekeningen dateren uit 1960. Het beeld is ontworpen door oud-inwoner Willy Pot, destijds wonende in Son. Het beeld werd op 1 juli 1967 door de voorzitter van het Drents Genootschap en de Provinciale Culturele Raad, Dr. Klaas van Dijk onthuld.
Het originele beeld is niet meer in het centrum van Zuidlaren te vinden. De vaarboom die het mannetje vasthoudt was al eens verdwenen en provisorisch vervangen door de steel van een bijl. Klein vandalisme (het beeld is bijvoorbeeld al eens ontvoerd door studenten) en de slechte kwaliteit van het materiaal waarvan het beeldje is gemaakt, zorgden voor aftakeling. Het origineel staat sinds 2009 in het expositiegebouw Dieks Dele, bij het Molenmuseum 'De Wachter' te Zuidlaren, waar het is te bezichtigen. Op de oorspronkelijke plaats aan de Stationsweg is een bronzen replica neergezet. Bij dit beeld is een nieuw bronzen sculptuur van een opengeslagen boek geplaatst met de tekst van de eerste twee coupletten.

### Plastiek te Borger
De schilder en edelsmid Wim van den Hoek (1926-1963) uit Norg vervaardigde vlak voor zijn dood een metalen plastiek dat het scheepje van Berend Botje voorstelde. Het kunstwerk kreeg in 1963 een plek in de nieuwe kleuterschool 'Berend Botje' te Borger.

## Vernoemingen en afleidingen
- In Zuidlaren is koffiebar Lodewijk vernoemd naar Lodewijk van Heiden (Berend Botje). In het etablissement hangt een schilderij met een zeeslag van Van Heiden
- De zeeman Berend Botje is de hoofdpersoon in een serie kinderboeken van Joke Kamstra uit de jaren 1983 tot 1986, met titels als Berend Botje gaat varen, Berend Botje gaat naar het strand, Berend Botje en zijn hondje, Berend Botje is jarig, Berend Botje en de toverklok, Berend Botje speelt poppenkast, Berend Botje en het schoolreisje en Berend Botje en de wonderwinkel.
- Berend Botje van Bokkum is een toneelstuk voor de jeugd in twee bedrijven van de Texelse toneelschrijver Aris Bremer.
- 'Berend Botje' is de naam van voormalige kleuterscholen in Oude Pekela en Borger, peuterspeelzalen in Groningen en Oldeberkoop en kinderdagverblijven te Gendringen en Vlissingen.
- 'Berend Botje' is een organisatie voor kinderopvang in West-Friesland.
- De boerderijcamping 'Berend Botje' is te vinden in Zuidlaren.
- Het café-restaurant 'Berend Botje' (ten minste vanaf 1968) te Zuidlaren kreeg in 2009 een andere naam.
- Stichting Platform Berend Botje is een natuurbeschermingsorganisatie die zich inzet voor de bescherming van de groene glazenmaker en de gastplant krabbescheer in Groningen, Drenthe en Overijssel.
- 'Barend Botje en zijn hond Bello' was een stripverhaal in het blad Doe Mee in 1936, vertaald uit het Engels: 'Dinglehoofer und His Dog Adolph' van Harold Knerr.[68]
- 'Berend Botje gaat uit varen' was een Groningstalig programma van André Bakker en het Opoe Veenstra Cabaret, dat in 1950 werd uitgezonden door de Regionale Omroep Noord. De naam werd enkele jaren later gebruikt in het programma 'Belevenissen van Berend Botje'.
- Barend Botje was een karakter in het stripverhaal Knoest, dat in 1951 en 1952 in het Limburgs Dagblad verscheen.
- Berend Botje was in 1944 de schuilnaam van de Friese verzetsman en politieagent Joop Willems.[69]
- In kinderliedjesboeken en elders wordt Berend Botje wel afgebeeld als een beer, wellicht als verbastering van de naam Berend.

## Opnamen
'Berend Botje' is in januari 1968 opgenomen door de Lighttown Skiffle Group op het album Op een klein stationnetje. James Last nam in 1969 een instrumentale versie op.